# Enis Safin
Enis Safin (* 2. Juni 2004) ist ein türkisch-österreichischer Fußballspieler.

## Karriere

### Verein
Safin begann seine Karriere beim FK Austria Wien. Bei der Austria durchlief er ab der Saison 2018/19 dann auch sämtliche Altersstufen in der Akademie. Im Februar 2022 stand er gegen den Grazer AK erstmals im Kader der zweiten Mannschaft der Wiener, kam jedoch noch nicht zum Einsatz. Im März 2022 stand er dann, obwohl er bislang noch nicht einmal für die Reserve gespielt hatte, gegen den Wolfsberger AC erstmals im Bundesligakader der Austria, blieb aber auch dort ohne Einsatz. Im Mai 2022 debütierte er dann für die zweite Mannschaft in der 2. Liga, als er am 30. Spieltag der Saison 2021/22 gegen den SC Austria Lustenau in der 76. Minute für Josef Pross eingewechselt wurde. Insgesamt kam er für die Violets zu 26 Zweitligaeinsätzen, ehe er mit dem Team 2023 aus der 2. Liga abstieg. Daraufhin wurde er zur Saison 2023/24 auf Kooperationsbasis an den Zweitligisten SV Stripfing verliehen. Für Stripfing kam er zu 17 Zweitligaeinsätzen.
Zur Saison 2024/25 wechselte Safin zu den drittklassigen Amateuren des LASK. Im Juli 2024 gab er aber direkt im ersten Saisonspiel im ÖFB-Cup gegen die Union Gurten sein Debüt für die Profis der Linzer. Im August 2024 folgte gegen den FK Austria Wien sein Debüt in der Bundesliga. Insgesamt kam er zu drei Bundesligaeinsätzen für den LASK.
Zur Saison 2025/26 wechselte Safin in die Türkei zu Zweitligist Pendikspor.

### Nationalmannschaft
Safin debütierte im Februar 2022 für die türkische U-18-Auswahl.
Anlässlich der U-20-Elite-League 2024/25 wurde Safin in den Kader der türkischen U-20-Nationalmannschaft geholt, jedoch während des Turniers nicht eingesetzt.